# Original Video Animation
Original Video Animation, kort OVA (japanska: オリジナル・ビデオ・アニメーション, Orijinaru Bideo Animēshon), på amerikansk engelska även Original Animated Video (OAV), är en av de tre publiceringsformerna för japansk animation, så kallad "anime". OVA dök upp under det tidiga 1980-talet när videobandspelaren slagit igenom på allvar i Japan. OVA finns nu även till DVD och Blu-ray.

## Särprägel
OVA fyller tomrummet mellan TV-serie och spelfilm. En OVA kan ha en längre och mer invecklad historia än en spelfilm, genom uppdelningen i flera avsnitt som också till skillnad från TV-serieavsnitt kan vara av olika längd. En OVA kan också produceras med större frihet än en TV-serie, genom att den inte är beroende av en TV-kanals programanpassning och eventuella krav från annonsörer. OVA:n kan också produceras efter en större budget än en TV-serie, även om den skillnaden numera (med ett stort antal japanska TV-kanaler som sänder anime för olika målgrupper, vid olika tidpunkter på dygnet) håller på att suddas ut.
En OVA är oftare än TV-serier baserad på originalmanus.

## Historik
Många anime-TV-serier kompletteras numera av OVA-utgivning. Antingen kan serien starta som en OVA och sedan, om den blivit framgångsrik, leda till en fortsättningsserie för TV-distribution. Bubblegum Crisis är ett exempel på ett sådant koncept. Eller så kan en TV-animeserie fortsättas som OVA. Mobile Suit Gundam-konceptet började som en TV-serie men har kompletterats av ett flertal både filmer, OVA-serier och Original Net Animation-produktioner.